# Meteor I–V

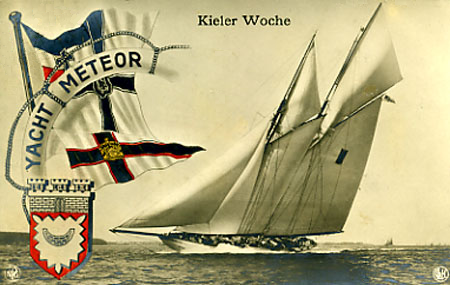
Meteor IV

Meteor war der Name von fünf kaiserlichen Segelyachten, die für Regatten erworben oder gebaut waren. Mit ihnen wollte Wilhelm II. auf nationalen  und internationalen Regatten den damals führenden Nationen im Seesegeln (Großbritannien, USA) Paroli bieten und deutsche Seegeltung durch sportliche Leistungen untermauern. Erst mit der Meteor IV konnte er seinen Anspruch „Deutsch vom Kiel bis zum Flaggenknopf“ einlösen.

## Daten der Meteor-Yachten
| Abmessung                | Meteor I                                | Meteor II                               | Meteor III                                        | Meteor IV           | Meteor V            |
| ------------------------ | --------------------------------------- | --------------------------------------- | ------------------------------------------------- | ------------------- | ------------------- |
| Konstrukteur:            | George Lennox Watson                    | George Lennox Watson                    | Archibald Cary Smith                              | Max Oertz           | Max Oertz           |
| Werft:                   | D. & W. Henderson & Company, Schottland | D. & W. Henderson & Company, Schottland | Townsend & Downey Shipbuilding Co., New York City | Germaniawerft, Kiel | Germaniawerft, Kiel |
| Baujahr:                 | 1886/1887                               | 1896                                    | 1902                                              | 1909                | 1914                |
| Takelung:                | 1-Mast-Rennkutter                       | Rennkutter Britannia-Typ                | Schoner                                           | Schoner             | Schoner             |
| Länge über alles (Lüa):  | 33,05 m                                 | 37,06 m                                 | 49,10 m                                           | 47,14 m             | 47,60 m             |
| Länge (Wasserlinie):     | 26,35 m                                 | 27,02 m                                 | 36,60 m                                           | 33,05 m             | 32,13 m             |
| Breite über alles (Büa): | 6,20 m                                  | 7,27 m                                  | 8,23 m                                            | 8,27 m              | 7,68 m              |
| Tiefgang:                | 4,16 m                                  | 5,50 m                                  | 4,57 m                                            | 5,49 m              | 5,48 m              |
| Segelfläche:             | 1.245 m²                                | 1.045 m²                                | 1.079 m²                                          | 1.371 m²            | 1.410 m²            |

## Meteor I

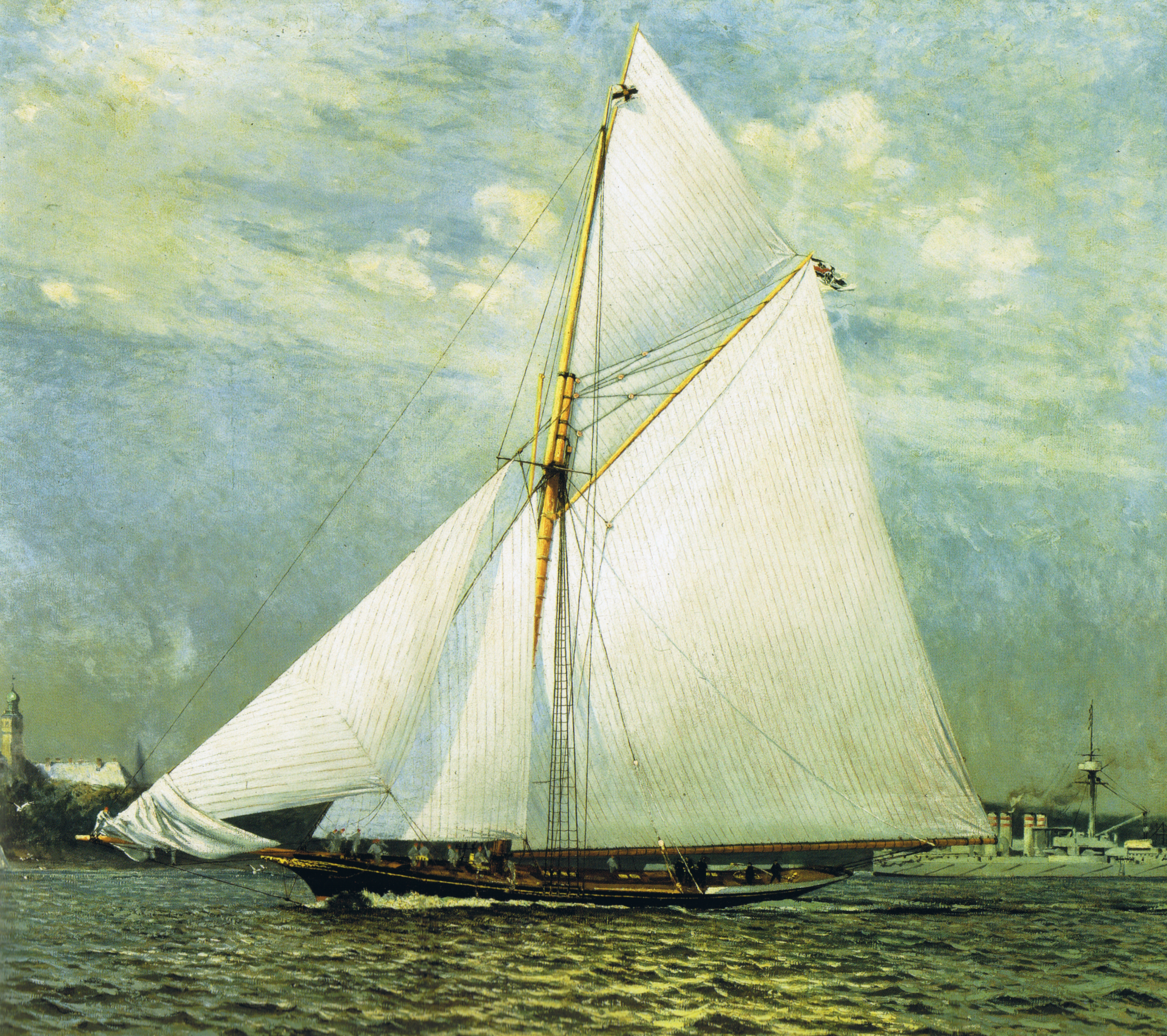
Die Meteor I (ex Thistle; Gemälde von Fritz Stoltenberg, ca. 1893)

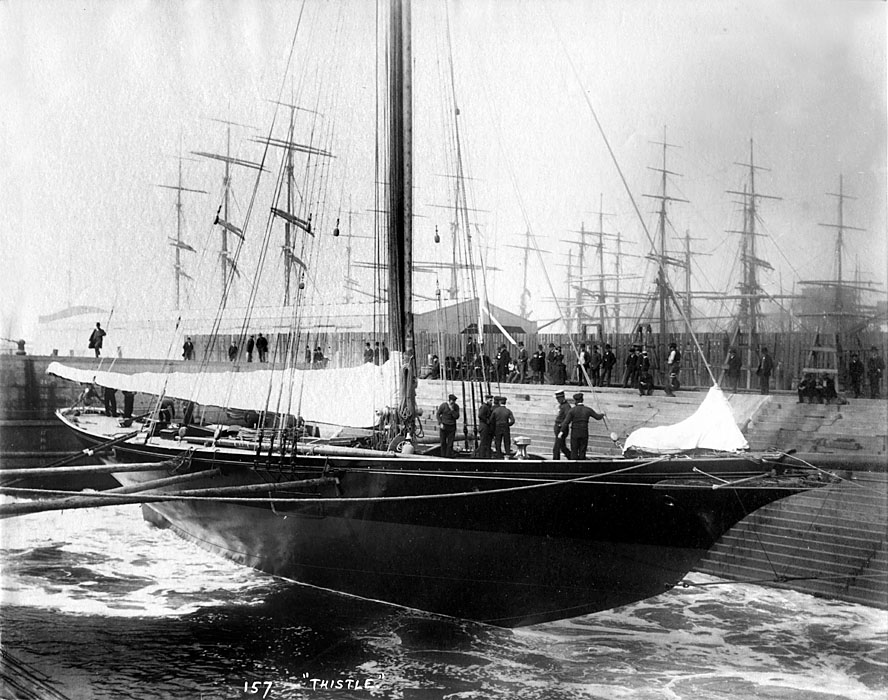
Die Meteor I (ex Thistle) im Trockendock

Die von George Lennox Watson entworfene und auf der Werft D. & W. Henderson & Company in Partick (1912 in Glasgow eingemeindet) am Fluss Clyde in Schottland gebaute Meteor I lief 1887 unter dem Namen Thistle („Diestel“) vom Stapel. Nach ein paar Jahren erfolgreichen Regattasegelns im Royal Clyde Yacht Club und einer Atlantiküberquerung als Herausforderer im America’s Cup wurde die Thistle 1891 für 90.000 Goldmark an den deutschen Kaiser verkauft, der das Boot in Meteor umtaufte. Die Yacht wurde nach Kiel zum Kaiserlichen Yacht Club, der nach Kaiser Wilhelm II. benannt worden war und in dem er den Titel „Kommodore“ trug, feierlich überführt und stand ihm dort für Regatten zur Verfügung.
Mit der Meteor I nahm der Kaiser auch zum ersten Mal mit einem eigenen Boot an der internationalen Regatta von Cowes, der Cowes Week, teil. Als 1896 die Meteor II ihren Dienst aufnahm, wurde die Meteor I der Kaiserlichen Marine in Wilhelmshaven als Ausbildungsschiff übergeben und in Comet umbenannt.

## Meteor II
1896 gab Wilhelm II. dem renommierten schottischen Yachtkonstrukteur George Lennox Watson, der bereits die Meteor I entworfen hatte, den Auftrag, eine neue, schnellere kaiserliche Rennyacht zu entwerfen, die dann wiederum von der D. & W. Henderson-Werft am Clyde in Schottland gebaut und ausgerüstet wurde. Bis 1902 diente sie dem ehrgeizigen Kaiser für Segelregatten. 1939 war sie in Kalifornien als Aldebaron registriert.

## Meteor III

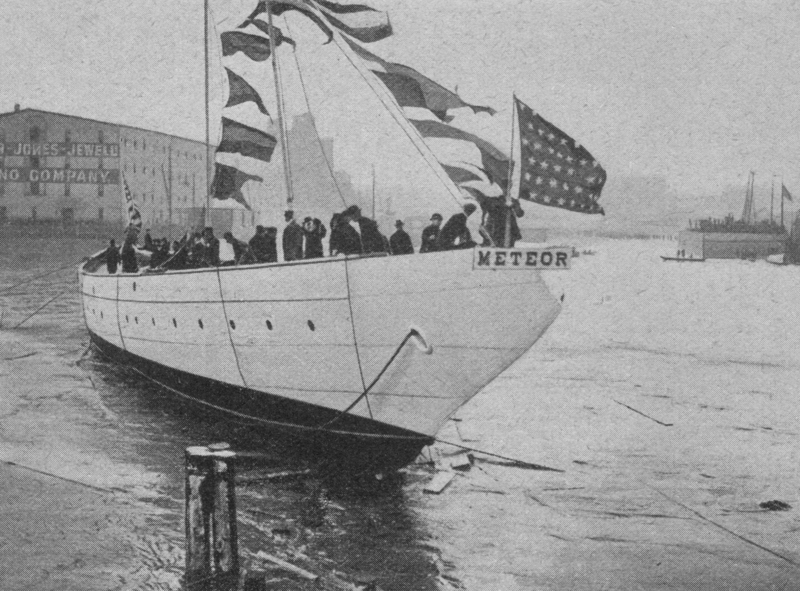
Stapellauf der Meteor III

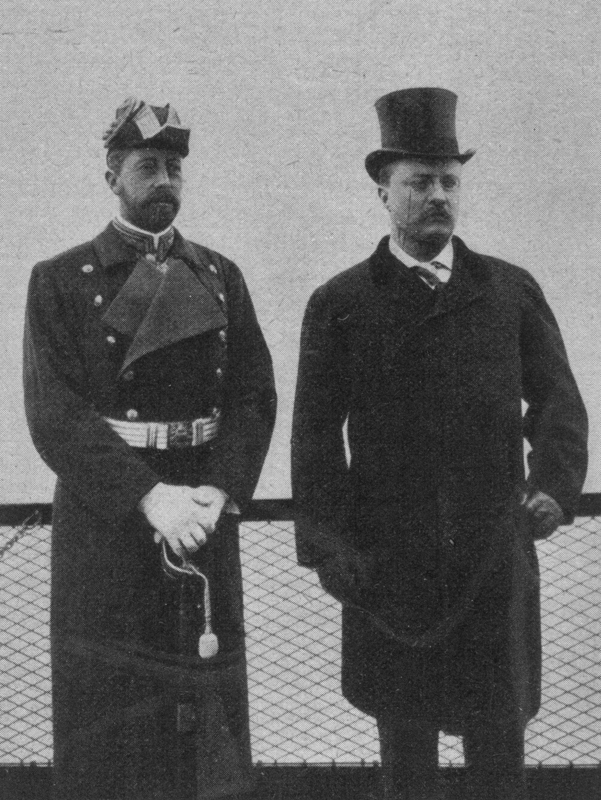
Prinz Heinrich und Theodore Roosevelt während der Taufe der Meteor III, 1902

1902 wurde diese Schoneryacht, entworfen von Archibald Cary Smith, auf Shooters Island bei New York City fertiggestellt. Der Bau in den USA war ein Bruch mit der britischen Segeltradition des Kaisers. Zur Schiffstaufe am 25. Februar 1902 war der Bruder des Kaisers, Prinz Heinrich, nach New York angereist.

## Meteor IV

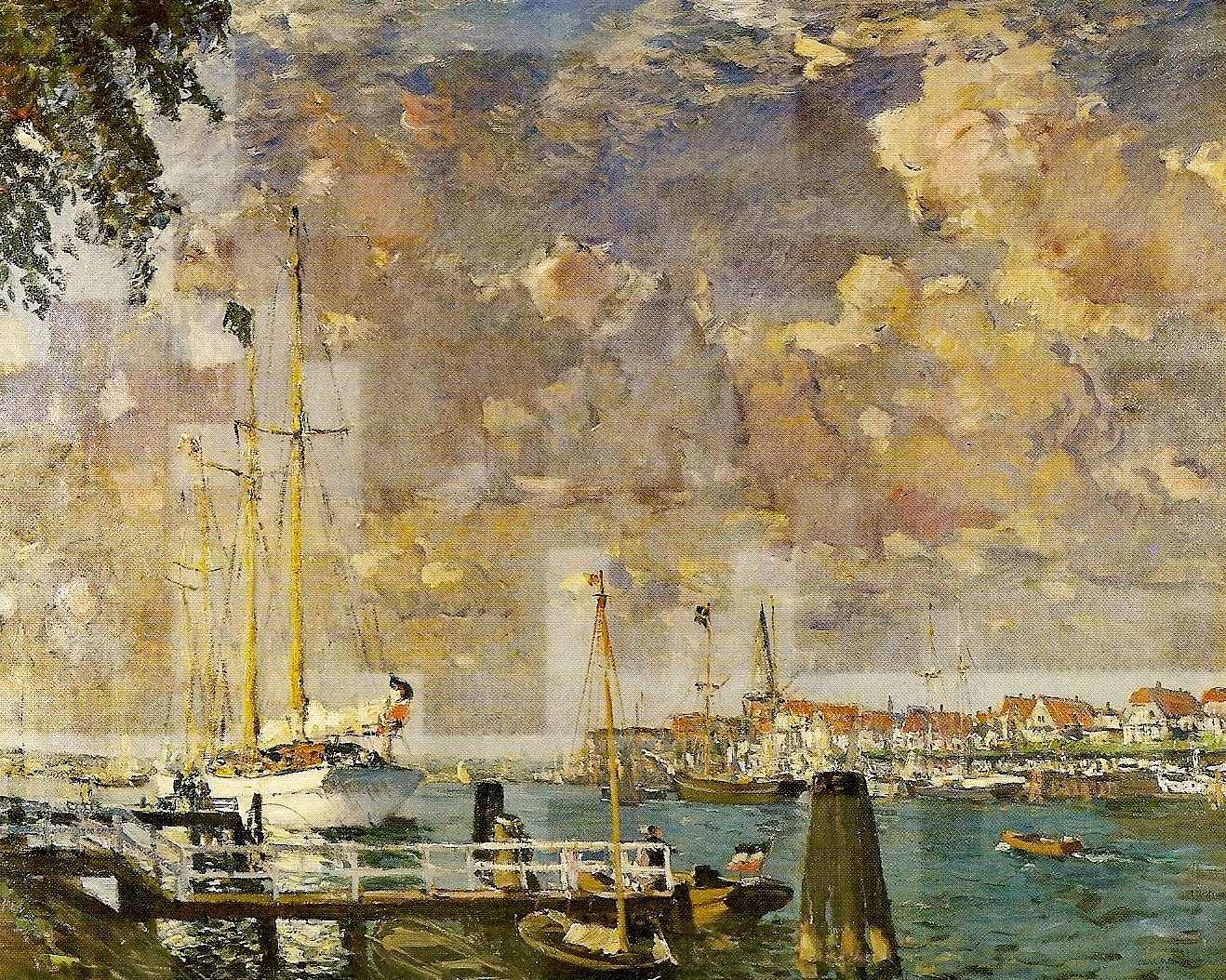
Meteor IV in Travemünde (1910)

So sehr der Kaiser die Meteor III auch mochte, die Niederlagen gegen die Germania von Krupp veranlassten ihn zum Kauf der vierten Meteor. Diese wurde von Max Oertz entworfen und auf der Germania-Werft in Kiel gebaut, wo auch die Yacht Krupps entstand. Die Meteor IV. war die erste, die komplett von deutschen Konstrukteuren entworfen und gebaut und mit deutscher Besatzung ausgestattet wurde. Die Meteor IV. war mit einer Länge über Alles von 47,14 m, einer Breite von 8,27 m und einer Segelfläche von 1371 m² größer als die Meteor III.

## Meteor V
1914 lief die letzte, ebenfalls von Max Oertz konstruierte, kaiserliche Yacht Meteor V in Kiel vom Stapel. Als mit 47,6 m Länge und 1410 m² Segelfläche die größte Kaiser-Yacht, gewann sie kurz nach der Schiffstaufe bereits die Elbregatta 1914. Am 21. Juni 1914 trat die Meteor ihre Reise zur alljährlichen Segelregatta von Cowes an. Schlechtes Wetter ließ sie jedoch nur langsam vorankommen, so dass sie mehrere Tage in holländischen Gewässern zubringen musste. Als endlich eine Wetterbesserung eintrat, wurde die Fahrt aufgrund der drohenden Kriegsgefahr abgesagt und die Yacht verlegte zurück nach Kiel. Nach Kriegsende wurde sie 1919 nach Ägypten verkauft und in den 1920er Jahren fuhr sie unter ungarischer Flagge als Minnekoi. 1929 gelangte sie in englische Hände. Sie wurde in Marseille zur Motorjacht umgebaut und brannte im Januar 1930 aus.